# Antoine Dufour
Antoine Dufour (nascido em L'Épiphanie, Quebec) é um guitarrista franco-canadense atualmente contratado pela CandyRat Records.

## Biografia
Dufour começou a tocar guitarra folk quando tinha 15 anos de idade. Ele passou a estudar no CEGEP em Joliette, onde passou a escutar as músicas de Leo Kottke, Don Ross e Michael Hedges a mando de seu professor. Desde então, ele conseguiu boas colocações nos festivais, como o segundo lugar no "Canadian Guitar Festival's Fingerstyle Guitar Championish" em 2005, e o primeiro lugar em 2006. Ele também ficou em terceiro no "2006 International Finger Style Guitar Championship" em
Winfield, Kansas.
Dufour lançou cinco discos solo e um com Tommy Gauthier: Naissance, Development, Existence, Still Strings, Convergences e Sound Pictures. Ele conquistou uma quantidade considerável de fãs através do YouTube, com performances ao vivo de suas canções gravadas e editadas no mesmo estúdio que o amigo guitarrista Andy McKee, entre outros artistas da gravadora CandyRat. Seu vídeo mais popular é um cover de "Jerry's Breakdown", realizado com Tommy Gauthier.
Dufour trabalha ao lado de um instrutor de guitarra, oferecendo aulas através do Skype.

## Estilo
O seu estilo é caracterizado pela forma altamente percussiva de tocar (percussive fingerstyle), usando slaps e harmônicos naturais com muita frequência. Ele tem muitas características em comum com outros guitarristas de fingerstyle, como Andy Mckee, Craig D'Andrea e Don Ross, principalmente em termos de complexidade técnica. Muitos dão uma atenção especial para a bandana vermelha amarrada no final do braço de sua guitarra folk, vista em quase todos os seus vídeos no YouTube. Dufour declarou que usa a bandana para abafar as cordas acima da pestana, a fim de abafar ruídos indesejáveis.
Atualmente, a sua guitarra folk principal é um modelo Beauregard Orchestral. Ele agora usa seu próprio modelo de assinatura Beauregard.

## Discografia
| Álbuns de estúdio |
| --- |
| 1. Naissance 2. Scratch (solo) 3. Trilogie 4. No Name for Love 5. Le P'tit Same 6. 2 vs 3 7. Comme Dans Le Ciel 8. Illusions 9. Le Printemps 10. The Groovy Guy With Long Hair 11. Technoguitar 12. Scratch 13. Glimmer of Hope 1. Development 2. Spiritual Groove 3. Vibe 4. Melancolie du Changement 5. Edge of Light 6. Passage 7. Memories of the Future 8. Wapas 9. Inspirations 10. Funky Tonk Guitar Trio 11. Oh yeah! 1. 30 Minutes In London 2. Song for Stephen 3. Reality 4. The Heart of the Matter 5. The Transcendent Mountain 6. Existence 7. Catching the Light 8. You and I 9. A Hiding Place for the Moon 10. Mother 11. The Hidden Moon 12. Ashes in the Sea 13. Into Your Heart \| Antoine Dufour e Tommy Gauthier \| \| ---------------------------------------------------------------------------------------------------------------------------------------------------------------------------------------------------------- \| \| Still Strings (2009) 1. Swing in a Round 2. Tango agricole 3. Catherine 4. Apres le beau temps... La pluie 5. Breakdown Ross 6. Mellow Deep Art 7. Solitude 8. 6/8 d'La Bella 9. String Fusion 10. Intenso \| 1. Lost in Your Eyes 2. To Run in a Dream 3. Spirits in the Material World 4. Paroxysm 5. In My Own Rhythms 6. En T'attendant 7. Hide and Seek 8. South Side of the Sky 9. So Little While Road 10. The Drive Within 11. Cold Day 12. Life in Technicolor 1. These Moments 2. Spritual Groove (live) 3. Mother (live) 4. Midwestern Expansion 5. Solitude 6. Drac & Friends Part 1 7. Glimmer of Hope 8. Good Dog 9. Catching the Light |
| Antoine Dufour e Tommy Gauthier |
| 1. Swing in a Round 2. Tango agricole 3. Catherine 4. Apres le beau temps... La pluie 5. Breakdown Ross 6. Mellow Deep Art 7. Solitude 8. 6/8 d'La Bella 9. String Fusion 10. Intenso |

## DVD
- Antoine Dufour / Andy McKee Split DVD (2007)
- Antoine Dufour / Craig D'Andrea / Peter Ciluzzi (2008)

## Influências
ViolãoPB,violaPE ou guitarra: Don Ross, Michael Hedges, Stephen Bennett, Andrew York e Andy McKee. Bandas: Yes, Genesis, Gentle Giant, Ayreon, Dream Theater, Spock's Beard, Led Zeppelin, C-S-N&Y, Tears for Fear, Coldplay, Karkwa, Radiohead, Portishead e U2. Guitarra elétrica: Steve Vai, Joe Satriani, Sébastien Cloutier e John Petrucci. Artistas solo: Peter Gabriel, Sting, Imogen Heap, Patrick Watson, Marie-Pierre Arthur e Daniel Bélanger.